# Specifica tecnica
La specifica tecnica, in ingegneria, è un documento che correda disegni, schemi e altro relativi ad un prodotto o progetto, al fine di prescriverne una specifica funzionalità o un determinato impiego o livelli prestazionali determinati.

## Descrizione
Questa è la definizione da art.1.1 Dir. 98/34/CEE:
«Specificazione contenuta in un documento che definisce le caratteristiche richieste di un prodotto, quali i livelli di qualità o di proprietà di utilizzazione, la sicurezza, le dimensioni, comprese le prescrizioni applicabili a un prodotto per quanto concerne la terminologia, i simboli, le prove e i metodi di prova, l'imballaggio, la marchiatura e l'etichettatura».
Nella specifica tecnica vengono solitamente definite:
- prestazioni
- funzioni in condizioni di esercizio o altre condizioni
- caratteristiche e dati ambientali di base
- materiali
- modalità di prova e collaudo
- criteri di accettabilità
- leggi applicabili
- norme tecniche o standard di riferimento

per la progettazione esecutiva e/o la fornitura e/o la costruzione di un prodotto, di un impianto, di un sistema, di un'opera o di un servizio.
A tal fine costituisce spesso un allegato ad un contratto o ad un ordine di acquisto.
Il capitolato è una particolare tipologia di specifica tecnica che stabilisce requisiti, descrivendo i procedimenti per soddisfarli (produzione, logistica, prove di qualifica, installazione, assistenza, ecc.). Ad esempio, i bandi di gara pubblici per opere, forniture e servizi prevedono per gli appaltatori numerosi capitolati, di vari livelli e tipologie.

## Nell'informatica
Nell'informatica, una specifica è un documento che descrive un formato di salvataggio o un protocollo di comunicazione (es. l'XMPP per voce e video). 
La specifica può essere libera o proprietaria. Se è proprietaria, l'utente può aprire il lavoro salvato con un programma proprietario, e viene vincolato a una relazione monopolistica col proprietario.